# 神人
神人（じにん、じんにん / しんじん、かみびと / かみんちゅ）とは日本（琉球を含む）の神職である。読みにより意味が異なる。
じにん、じんにん
神社に隷属し、雑役などを行った下級神職・寄人。
しんじん、かみびと
神主のこと（主に古典で）。
かみんちゅ
琉球神道（沖縄県と鹿児島県奄美群島）における神職。

## 下級神職・寄人
神人（じにん、じんにん）とは、古代から中世の神社において、社家に仕えて神事、社務の補助や雑役に当たった下級神職・寄人である。社人（しゃにん）ともいう。
神人には、神社に直属する本社神人（黄衣神人）と、諸国に存在する神領などの散在神人（白人神人）とがあり、本社神人はおおむね黄衣（こうえ）、散在神人は白衣（びやくえ）を制服として着用していた。
神人は社頭や祭祀の警備に当たることから武器を携帯しており、平安時代の院政期から室町時代まで、僧兵と並んで乱暴狼藉や強訴が多くあったことが記録に残っている。このような武装集団だけでなく、神社に隷属した芸能者・手工業者・商人・農民なども神人に加えられ、やがて、神人が組織する商工・芸能の座が多く結成されるようになった。彼らは神人になることで、国司や荘園領主、在地領主の支配に対抗して自立化を志向した。
京の五条堀川に集っていた祇園社（現 八坂神社）の堀川神人は中世には材木商を営み、丹波の山間から保津川を筏流しで運んだ材木を五条堀川に貯木した。祇園社には、身分の低い「犬神人」と呼ばれる神人が隷属し、社内の清掃や山鉾巡行の警護のほか、京市内全域の清掃・葬送を行う特権を有していた。
日吉大社の日吉神人は、延暦寺の権勢を背景として、年貢米の運搬や、京の公家や諸国の受領に貸し付けを行うなど、京の高利貸しの主力にまで成長した。
石清水八幡宮の石清水神人は淀の魚市の専売権、水陸運送権などを有し、末社の離宮八幡宮に属する大山崎神人は荏胡麻油の購入独占権を有していた（大山崎油座）。
上賀茂神社・下賀茂神社の御厨に属した神人は供祭人（ぐさいにん）と呼ばれ、近江国や摂津国などの畿内隣国の御厨では漁撈に従事して魚類の貢進を行い、琵琶湖沿岸などにおける独占的な漁業権を有していた。
伊勢神宮には警衛に従事する官吏として神宮衛士が置かれていた。

## 琉球の神職
神人（カミンチュ）とは、琉球神道での神職者の通称である。現在は審神者としての役割も担う。尚、民間の占い師ユタは神人ではない。
琉球国以来の聖地であり、古代の信仰を現在も残しているといわれる久高島には「男は海人（うみんちゅ）、女は神人（かみんちゅ）」なる常套句が残っており、かつて男性は労務に女性は神職に従事した社会であったことを言い伝えている。1979年まで久高島では神人として認められる儀式「イザイホー」が行われていたが、2007年を最後に後継者がいない為行われていない。

## その他
- 太平記には「黄衣」、「白衣」の他、「赤衣」も登場する[注釈 1]。
- 中国の宋代の十八史略等に現れる「黄衣」は、宦官の制服の一つ[3]。